# Gemaal Colijn
Gemaal Colijn is een gemaal uit 1956 bij de buurtschap Ketelhaven in de Nederlandse gemeente Dronten, in de provincie Flevoland.
Gemaal Colijn pompt het water uit Oostelijk Flevoland naar het Ketelmeer en bemaalt ook Zuidelijk Flevoland. Het water wordt aangevoerd via de Lage Vaart en de Hoge Vaart.

## Indienststelling en gebruik
In de middag van 13 september 1956 werd de dijk rond Oostelijk Flevoland gesloten en werden de drie gemalen in werking gesteld die de polder zouden droogmalen: Colijn, Wortman en Lovink. De gemalen waren ontworpen om het waterpeil binnen de ringdijk met een centimeter per dag te verlagen, waarmee het gebied in de zomer van 1957 droog zou vallen. Daarna bleven ze dienstdoen om de polder droog te houden. Anno 2021 is Colijn ook betrokken bij de bemaling van Zuidelijk Flevoland.

## Opening en vernoeming
De openingsceremonie werd verricht door koningin Juliana. Het gemaal is vernoemd naar Hendrikus Colijn, die als minister van Financiën en voorzitter van de Zuiderzeeraad nauw betrokken was geweest bij de totstandkoming van de Noordoostpolder en Oostelijk en Zuidelijk Flevoland.

## Uitvoering
De drie Werkspoor centrifugaalpompen draaien in betonnen behuizingen en worden rechtstreeks aangedreven door Heemaf draaistroommotoren. Deze zijn van 1992 tot 1994 gereviseerd en voorzien van nieuwe schakelingen, waarmee het gemaal automatisch kan werken. Bij stroomstoringen biedt een dieselaggregaat enkele basisvoorzieningen: noodverlichting en de mogelijkheid de schuiven te bedienen waarmee perskanalen gesloten worden.
Naast het gemaal ligt een sluis met ophaalbrug, die onderdeel zijn van het gemaalcomplex, dat wordt beheerd door de eigenaar, waterschap Zuiderzeeland.
De wand tussen de entree en de machinehal is uitgevoerd in sierglas, ontworpen door de Groningse kunstenaar  Johan Dijkstra.
Gemaal Buma · 
Gemaal Colijn · 
Gemaal De Blocq van Kuffeler · 
Gemaal Lovink · 
Gemaal Smeenge · 
Gemaal Vissering · 
Gemaal Wortman